# جشنواره فیلم تایپه
جشنواره فیلم تایپه (انگلیسی: Taipei Film Festival) جشنواره فیلم است که در تایپه، تایوان، از طریق وزارت امور فرهنگی دولت و شهر تایپه برگزار می‌شود. این جشنواره برای اولین بار در سال ۱۹۹۸، از ۲۸ سپتامبر تا ۵ اکتبر برگزار شد.